# Mikhail Baryshnikov

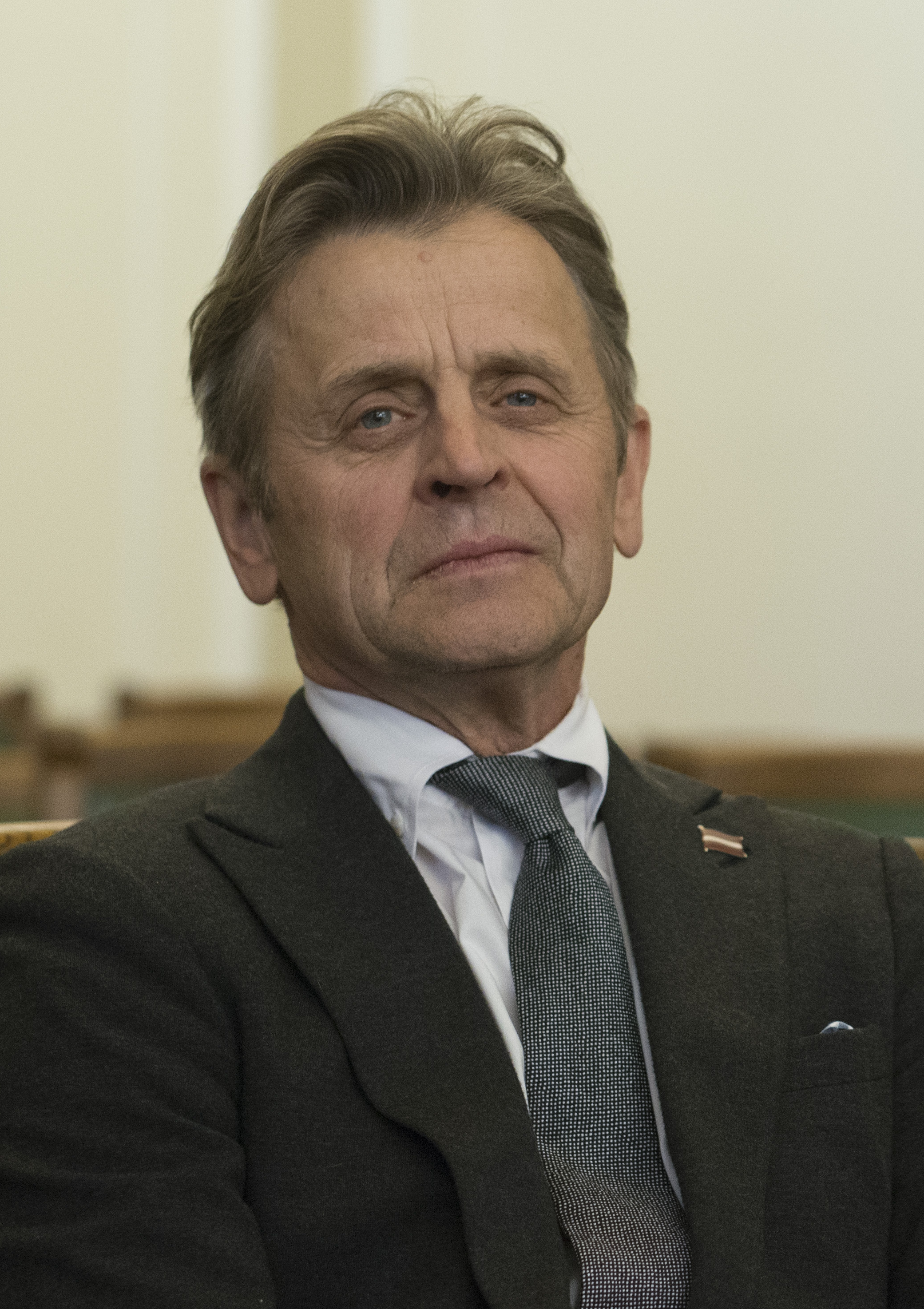
Mikhail Baryshnikov (2017)

Mikhail Nikolayevich Baryshnikov (russisch Михаил Николаевич Барышников / Michail Nikolajewitsch Baryschnikow, wiss. Transliteration Mihail Nikolaevič Baryšnikov; * 27. Januar 1948 in Riga, Lettische SSR, Sowjetunion) ist ein zunächst sowjetischer, dann US-amerikanischer Ballett-Tänzer, Choreograf und Schauspieler, der seit 2017 auch lettischer Staatsbürger ist.

## Leben
Michail Baryschnikow wuchs als Sohn russischer Eltern in Riga auf. Dort nahm er auch seine ersten Ballettstunden. Aus der ersten Ehe seiner Mutter mit einem im Zweiten Weltkrieg gefallenen Soldaten hat er einen Halbbruder. Seine Mutter, die stets sein Interesse für das Ballett und die Oper gefördert hatte, nahm sich das Leben, als Baryshnikov zwölf Jahre alt war. Das Verhältnis zum Vater, der Oberst in der Sowjetarmee war, blieb zeitlebens eher distanziert.
Mit fünfzehn Jahren wurde er dank seines Talents an der Waganowa-Akademie in Leningrad aufgenommen und von Alexander Puschkin unterrichtet. Drei Jahre später wurde er Solotänzer des Kirow-Balletts. 1974 setzte er sich während einer Tournee durch Kanada ab und beantragte politisches Asyl in den USA. In den folgenden Jahren tanzte er mit verschiedenen Ballettkompanien.

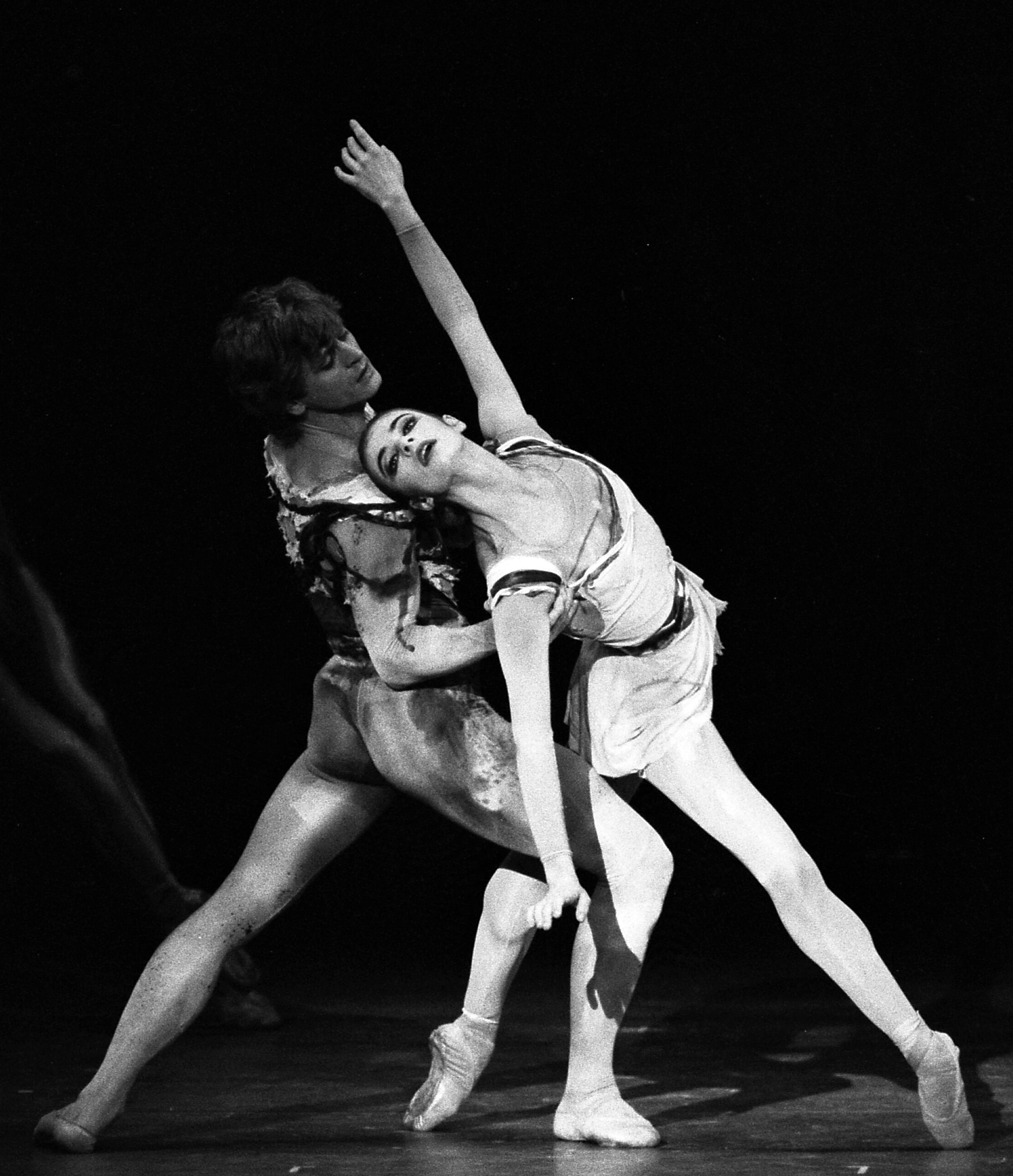
Mikhail Baryshnikov und Alessandra Ferri (1986)

Von 1979 bis 1980 war er ein Principal-Tänzer am New York City Ballet. In den Jahren 1980 bis 1989 war er künstlerischer Leiter des American Ballet Theatre. 1986 wurde er US-amerikanischer Staatsbürger. Von 1990 bis 2002 arbeitete er für das White Oak Dance Project, dessen Mitbegründer er war. Neben seiner Arbeit fürs Ballett übernahm er Rollen in Broadway-Shows und in Spielfilmen. Seit 2005 ist er künstlerischer Direktor des Baryshnikov Arts Center in New York.
Aus seiner Beziehung zur Schauspielerin Jessica Lange ging 1981 die Tochter Shura Baryshnikov hervor, die ebenfalls Tänzerin wurde. Aus seiner langjährigen Beziehung zur Tänzerin und Journalistin Lisa Rinehart hat er einen Sohn und zwei Töchter, darunter die Schauspielerin Anna Baryshnikov.
Am 27. April 2017 verlieh die Republik Lettland Baryshnikov die Staatsbürgerschaft für außerordentliche Verdienste um die Förderung Lettlands. Der Antrag an das lettische Parlament wurde am 21. Dezember 2016 eingereicht. In einem Brief brachte er seinen Wunsch zum Ausdruck, lettischer Staatsbürger zu werden, da seine Erinnerungen an seine ersten 16 Jahre in Lettland die Grundlage für sein weiteres Leben bildeten.

## Film und Fernsehen
Für seinen ersten Film Am Wendepunkt erhielt er 1977 eine Oscar- und Golden-Globe-Nominierung als bester Darsteller in einer Nebenrolle. 1985 spielte er zusammen mit Gregory Hines und Isabella Rossellini eine Hauptrolle in White Nights – Die Nacht der Entscheidung. Er spielt darin einen in den Westen geflohenen Balletttänzer, der zu einer Rückkehr ans Kirow-Ballett überredet werden soll.
Im Film Company Business spielt er an der Seite von Gene Hackman einen KGB-Agenten in den USA.
In der letzten Staffel der Fernsehserie Sex and the City trat er regelmäßig als Carrie Bradshaws Freund Aleksandr Petrovsky auf. Auch im Video zu Barbra Streisands Lied Emotion hatte er einen kurzen Gastauftritt.

## Filmografie (Auswahl)
- 1971: Fiesta (Fernsehfilm)
- 1977: Am Wendepunkt (The Turning Point)
- 1977: The Nutcracker (Fernsehfilm)
- 1980: Carmen (Fernsehfilm)
- 1985: White Nights – Die Nacht der Entscheidung (White Nights)
- 1985: That’s Dancing!
- 1987: Giselle – Dancers (Dancers)
- 1991: The Cabinet of Dr. Ramirez
- 1991: Company Business
- 2003–2004: Sex and the City (Fernsehserie, neun Episoden)
- 2009: Place (Fernsehfilm)
- 2014: Jack Ryan: Shadow Recruit
- 2015: Doll & Em (Fernsehserie, fünf Episoden)

## Auszeichnungen
- 1999: Mitglied der American Academy of Arts and Sciences[13]
- 2017: Praemium Imperiale
- 2021: Mitglied der American Academy of Arts and Letters
- 2024: Benennung eines Asteroiden nach ihm: (20011) Baryshnikov